# Paolo Gentiloni
Paolo Gentiloni Silveri (tiếng Ý: [paːolo dʒentiloːni], sinh ngày 22 tháng 11 năm 1954) là một chính trị gia Ý và là Thủ tướng Ý từ ngày 12 tháng 12 năm 2016 đến ngày 1 tháng 6 năm 2018.